# Pseudaonidia greeni
Pseudaonidia greeni är en insektsart som beskrevs av Marlatt 1908. Pseudaonidia greeni ingår i släktet Pseudaonidia och familjen pansarsköldlöss. Inga underarter finns listade i Catalogue of Life.